# غردو كنغك (سررود الجنوبي)
غردو کنغك (بالفارسية: گردوکنگک) هي قرية تقع في إيران في قسم سررود الجنوبي الريفي. يقدر عدد سكانها بـ 42 نسمة بحسب إحصاء 2016.